# Station 16
Station 16 est une bande dessinée fantastique scénarisée par Yves H. et dessinée par Hermann. Cette œuvre développe les thèmes de la bombe nucléaire, du voyage dans le temps et des expérimentations humaines. L'album de 54 planches a été publié en janvier 2014 par l'éditeur Le Lombard, dans la collection Signé.

## Synopsis
1997. À Severnaïa, dans l'archipel de Nouvelle-Zemble, des soldats stationnent dans une base militaire où se déroulaient des essais de bombes nucléaires entre 1955 et 1990. Les soldats trompent leur ennui avec des plaisanteries potaches et de l'alcool. Durak, jeune recrue, intercepte un appel radio réclamant des secours en urgence pour la station météo arctique numéro 16. Or, cette station est désaffectée depuis environ 50 ans. La patrouille envoyée sur les lieux, en pleine tempête, relève des anomalies temporelles : les époques se mélangent. Les soldats rencontrent des personnages angoissants. Soudain, Durak assiste à l'explosion d'une bombe nucléaire. La patrouille découvre alors que les lieux servaient à des expérimentations atroces sur des cobayes humains, menée par un scientifique du nom de Tretiakov,.

## Choix artistiques
Les auteurs, marqués par les expérimentations sur des cobayes et humains et par les mutilations infligées à diverses époques, représentent des soldats-cobayes privés d'yeux, ce qui ne les empêche pas de percevoir la souffrance. Le scénariste, Yves H., apprécie le genre fantastique, « l’idée qu’une réalité (presque) invisible sous-tend la réalité apparente ». Le personnage du scientifique ayant opéré ces expérimentations, Tretiakov, s'inspire des crimes du docteur Josef Mengele,. Le récit ne montre pas l'humanité sous son meilleur jour.
Station 16 met en scène la Tsar Bomba, bombe à hydrogène extrêmement puissante qui a réellement existé. La Nouvelle-Zemble était un lieu d'expérimentation pour les armes nucléaires à l'époque de l'URSS : entre 1955 à 1990, au moins 135 essais nucléaires s'y sont déroulés. En imaginant que la détonation produirait une distorsion temporelle, les auteurs construisent l'intrigue autour du voyage dans le temps,, suivant un scénario « simple et efficace », « plein de suspense ». Néanmoins, cette construction ne remporte pas l'unanimité des critiques.
Le dessin restitue « l'aridité froide et sans espoir de ce coin du monde abandonné par l'humanité ». Si le travail sur les couleurs inspire des commentaires contrastés, l'emploi de cases en double pleine page est adapté. Hermann, constatant que l'aquarelle sèche trop vite sur ces grandes cases, emploie exceptionnellement le pastel. Il a travaillé en couleur directe.